# The Tree in a Test Tube
The Tree in a Test Tube is een Amerikaanse informatieve film uit 1942 met in de hoofdrol Stan Laurel en Oliver Hardy.
In deze film laten Laurel en Hardy aan de hand van alledaagse producten zien hoe belangrijk hout is voor de maatschappij. De film bevindt zich momenteel in het publieke domein en is verder opmerkelijk omdat het de enige kleurenfilm van het duo is (de later met colorization ingekleurde versies niet meegerekend).